# Marc Sergeant

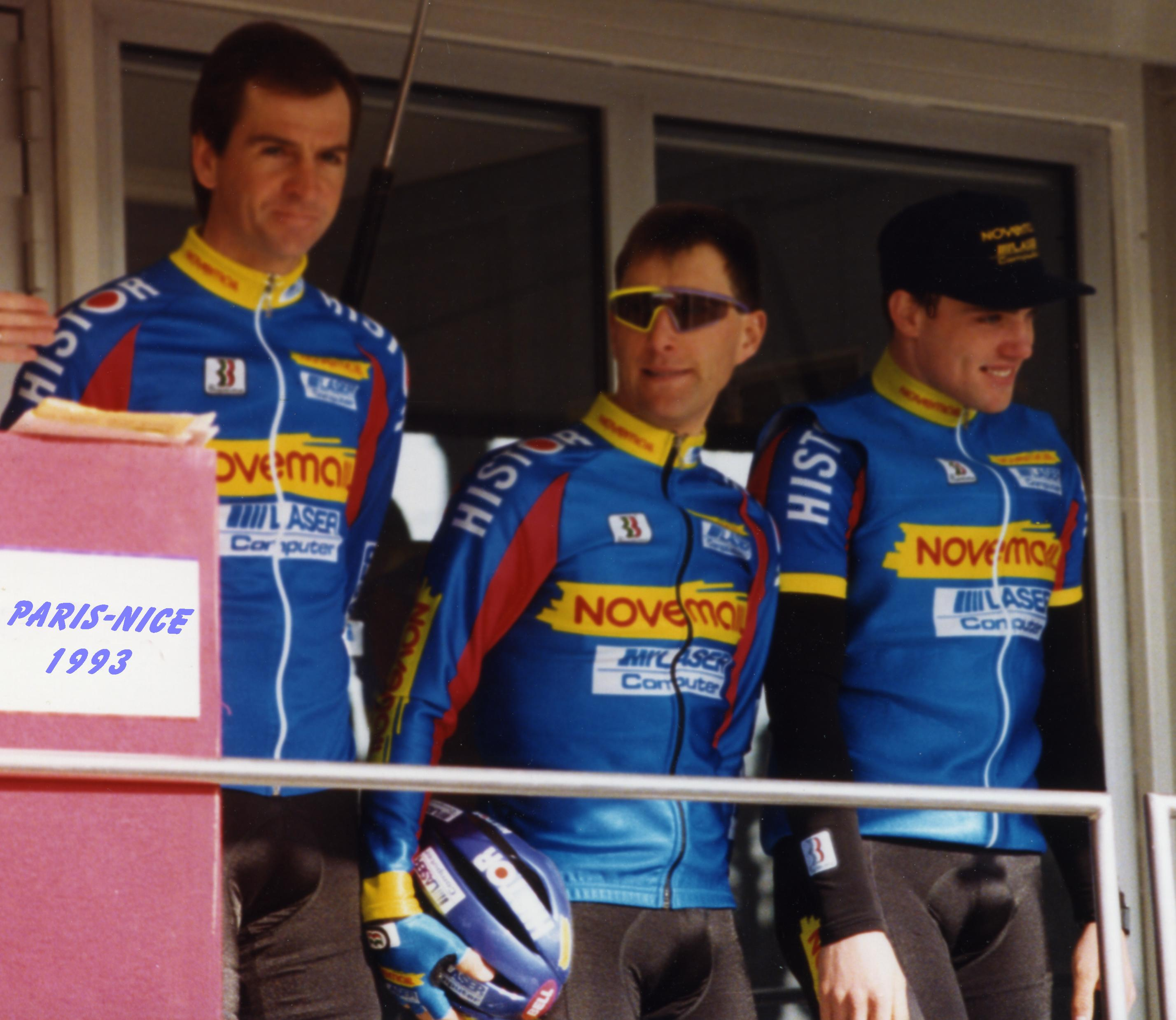
Marc Sergeant (links) bei Paris-Nizza 1993

Marc Sergeant (* 16. August 1959 in Aalst) ist ein ehemaliger belgischer Radrennfahrer und  Teammanager.
1981 wurde Marc Sergeant Belgischer Straßenmeister der Amateure, 1986 der Profis, 1983 wurde er Vize-Meister. Zwölfmal startete er bei der Tour de France; 1987 gewann er eine Etappe. Seine beste Platzierung in der Gesamtwertung war Rang 33 bei der Tour de France 1988. Zu seinen weiteren bedeutenden Erfolgen seiner Radsportlerkarriere gehört der Sieg in der Gesamtwertung der Andalusien-Rundfahrt 1982. 
Nach seiner Karriere als Aktiver 1995 war Sergeant bis zum Ende der Saison 2021 in verschiedenen Funktionen, Sportlicher Leiter und General Manager für sein letztes Team Lotto tätig. Sein Vertrag wurde nicht verlängert.